# Singalès
|  | Per a altres significats, vegeu «Singalès (desambiguació)». |

El singalès o singalés (nom local : සිංහල / sinhala) és un idioma que pertany al grup de les llengües indoeuropees.
Es parla a Sri Lanka, on té l'estatus de llengua oficial i on hi ha un 70% de la població que parla el singalès.
També hi ha un nombre molt gran d'emigrants que parlen el singalès a nuclis del Pròxim Orient, Austràlia i alguns països d'Europa i l'Amèrica del Nord. El nombre total de parlants d'aquesta llengua és actualment de 15,6 milions
El singalès clàssic conté paraules de pali, de sànscrit i de tàmil. Després, a partir del segle xvi va incorporar paraules del portuguès, el neerlandès i l'anglès.
L'idioma divehi de les Maldives està emparentat amb el singalès.

## Escriptura
El singalès s'escriu amb l'alfabet singalès, derivat de l'escriptura brahmi.